# Biserica reformată din Chidea
Biserica reformată din Chidea, comuna Vultureni, județul Cluj, datează din secolul XIII. Biserica se află pe noua listă a monumentelor istorice sub codul LMI:  CJ-II-m-B-07562.

## Localitatea
Chidea (în maghiară Kide) este un sat în comuna Vultureni din județul Cluj, Transilvania, România. Prima mențiune documentară este din anul 1332, cu denumirea Kyde.

## Istoric
Biserica atestată documentar din secolul XIII (construită între 1245-1270). Amvonul realizat în secolul XVIII de către David Sipos. 

## Imagini din exterior

Drumul spre biserică
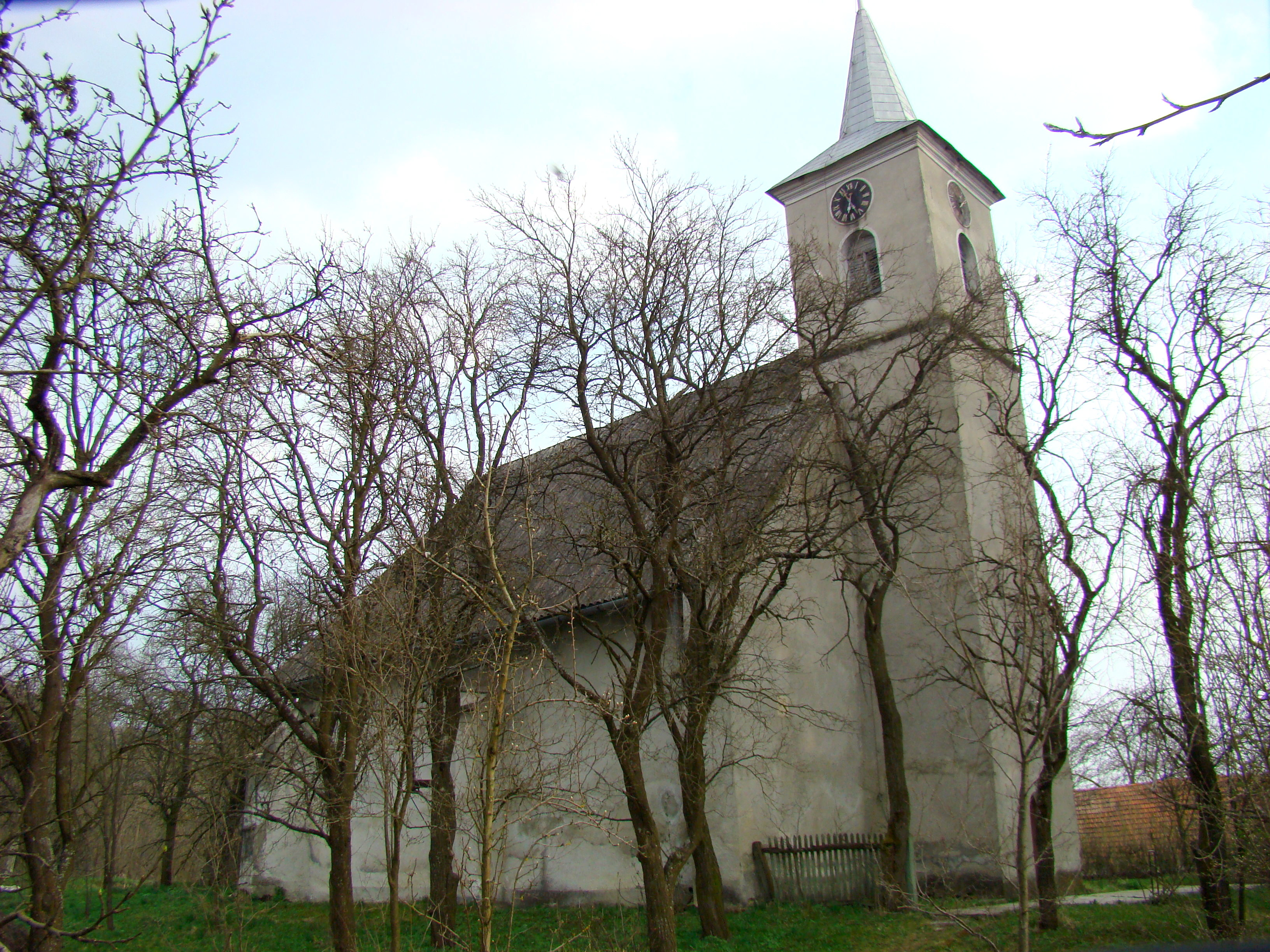
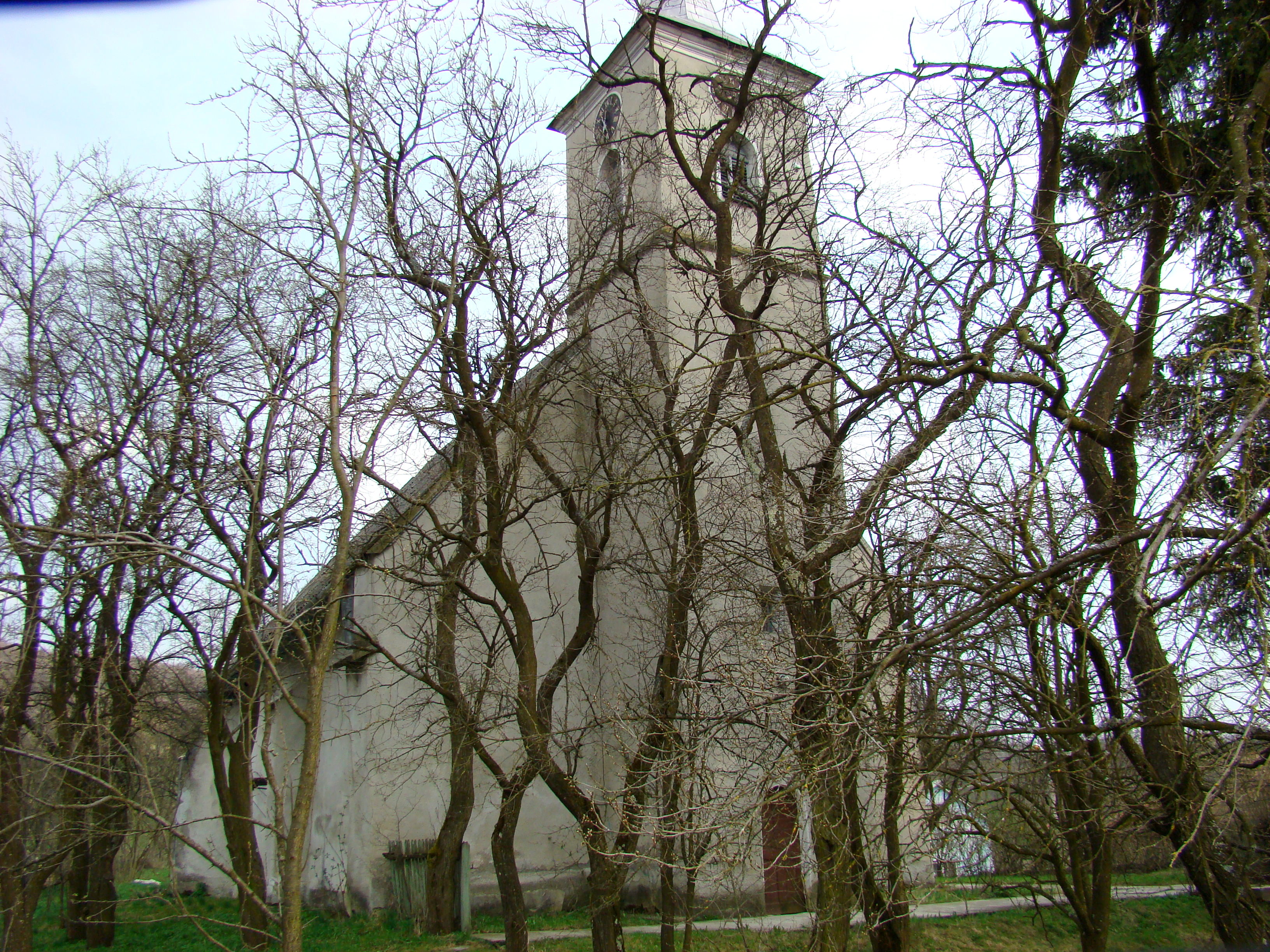
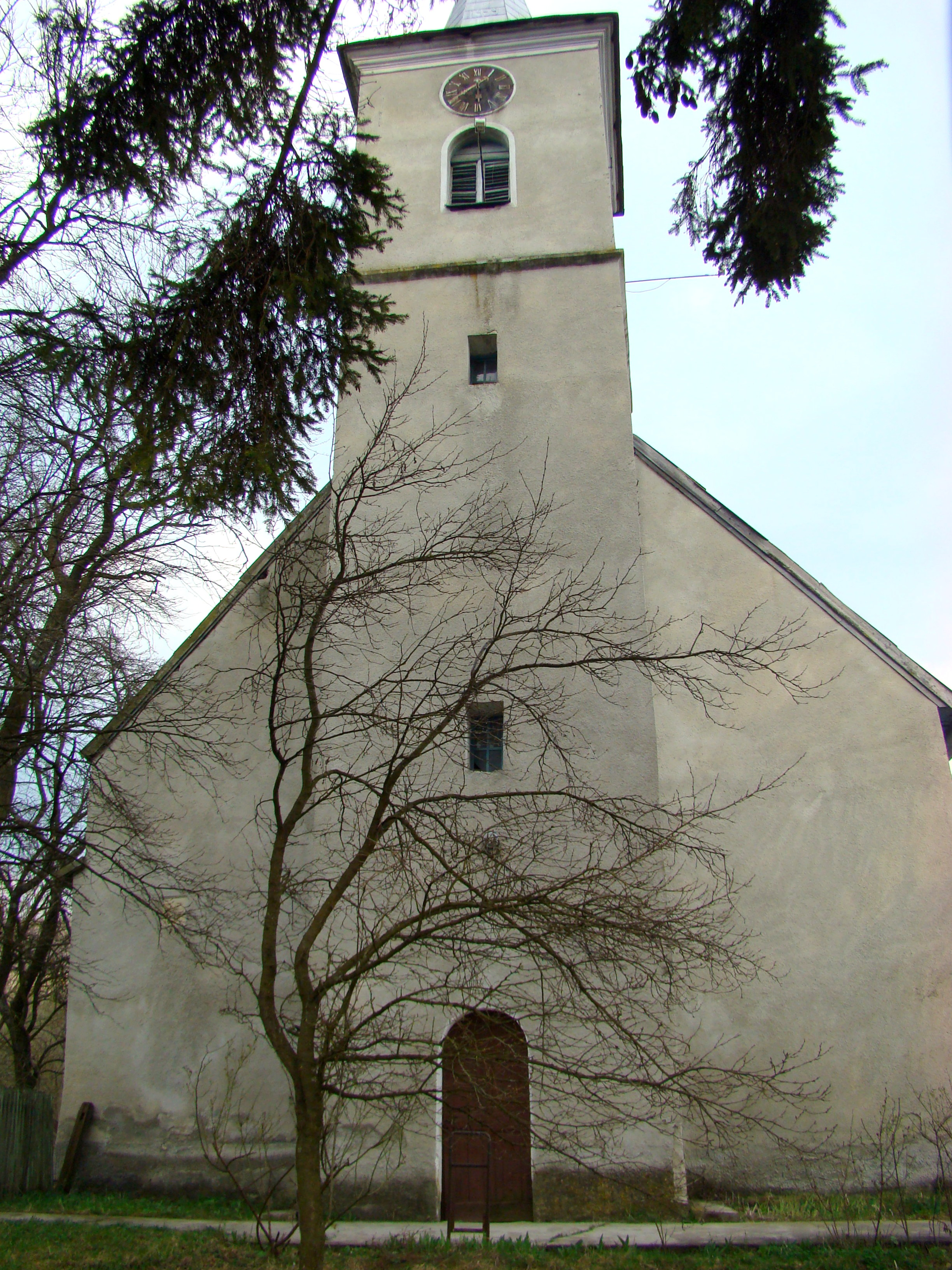
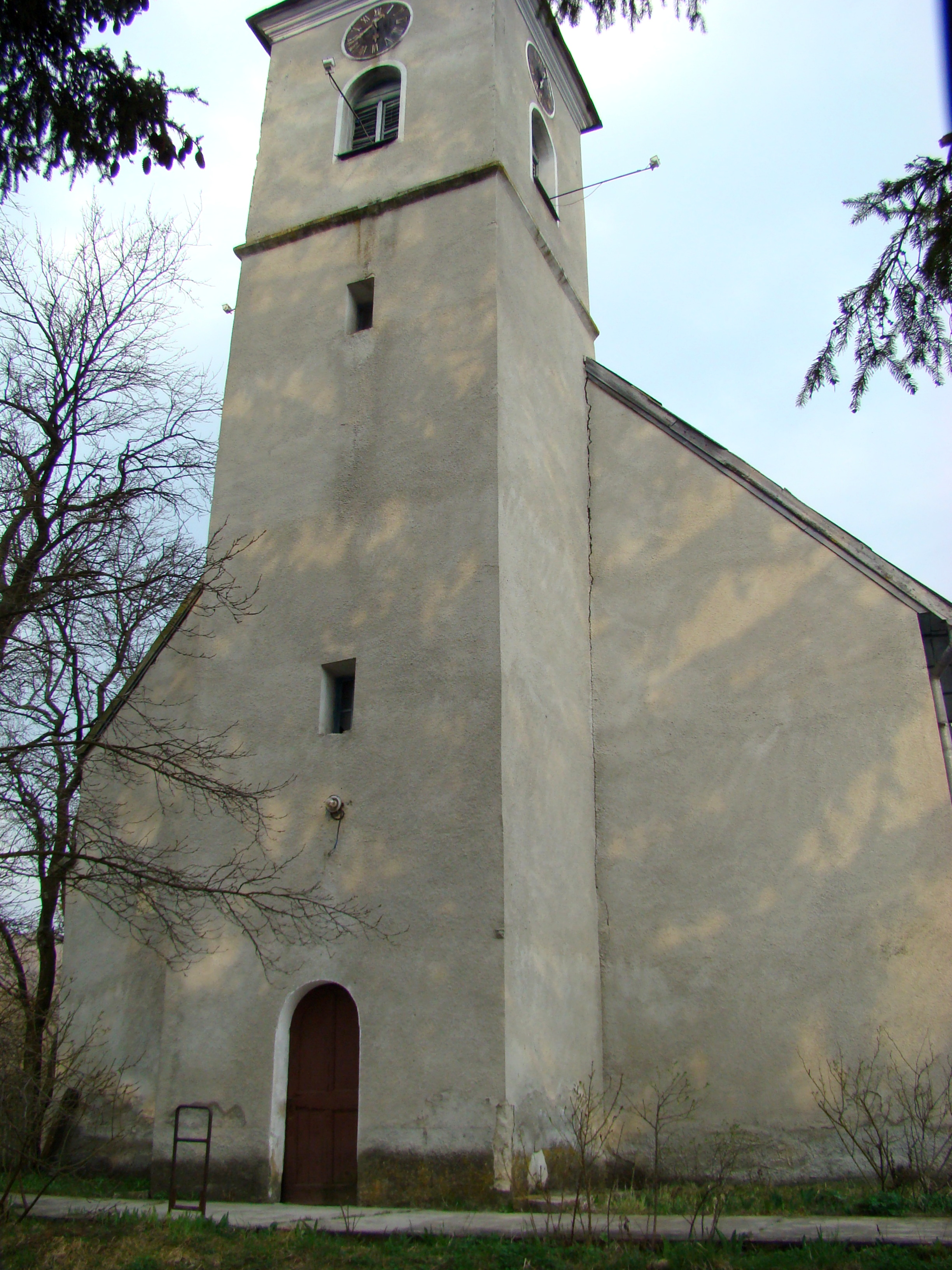
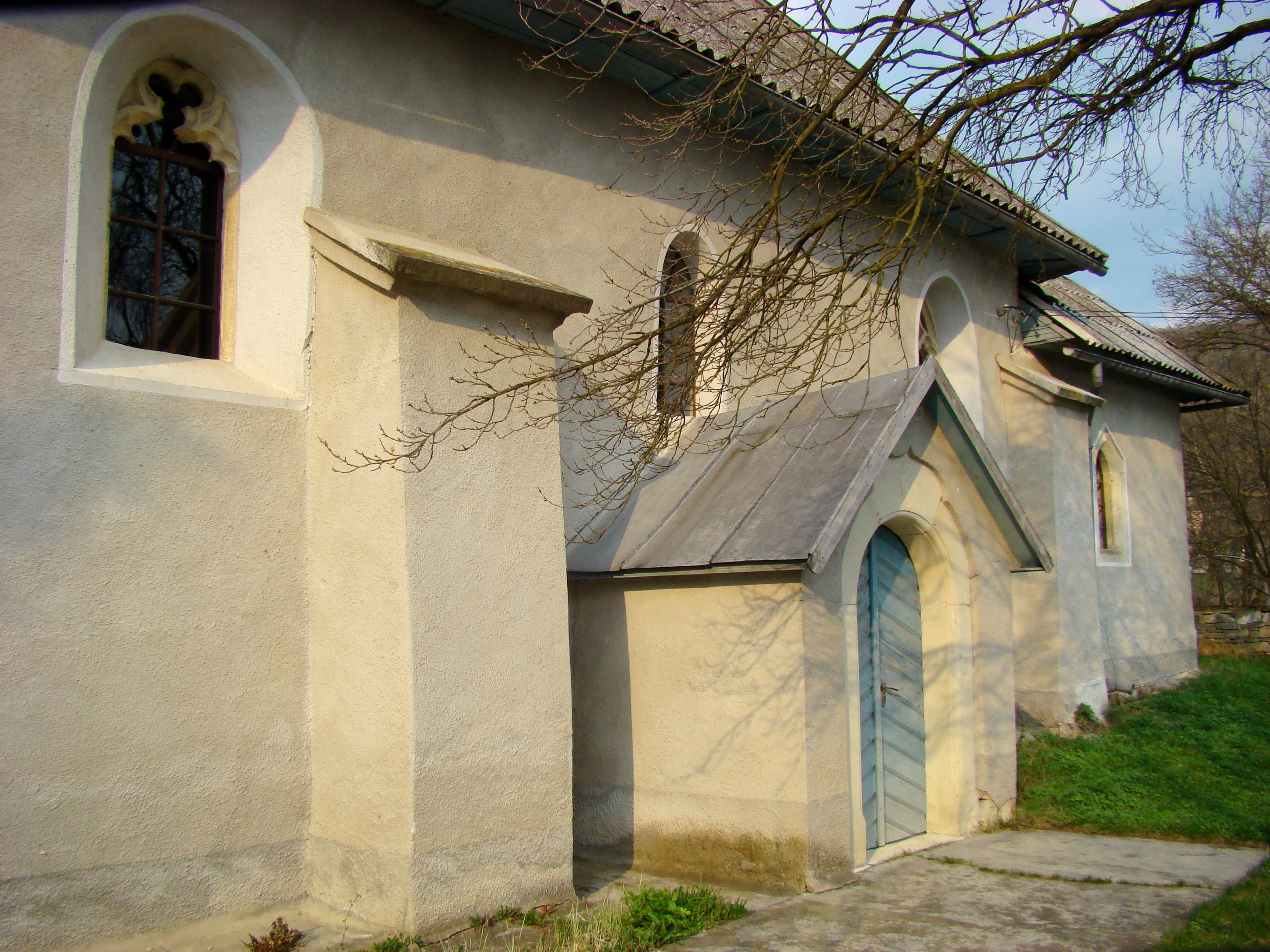
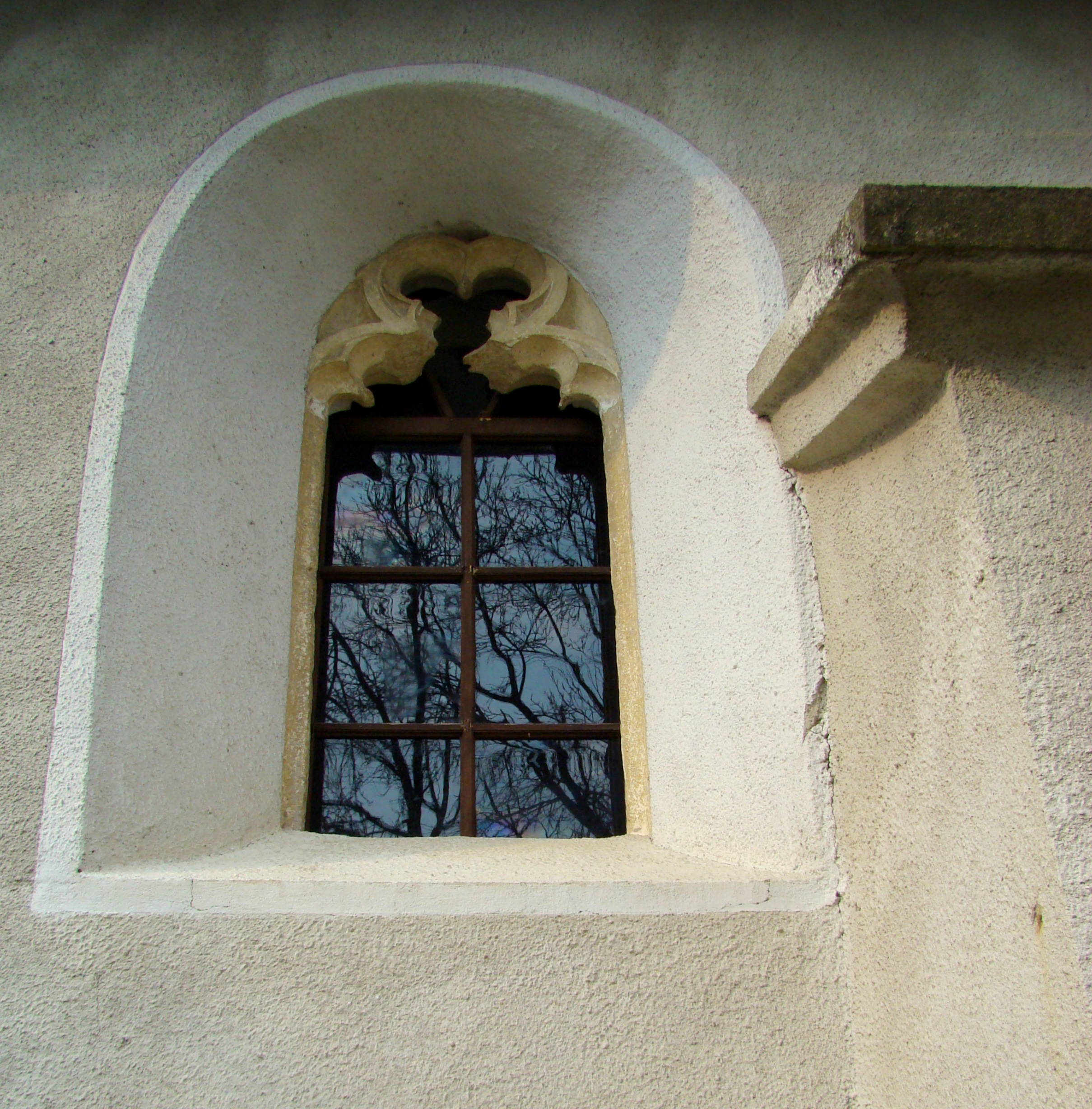
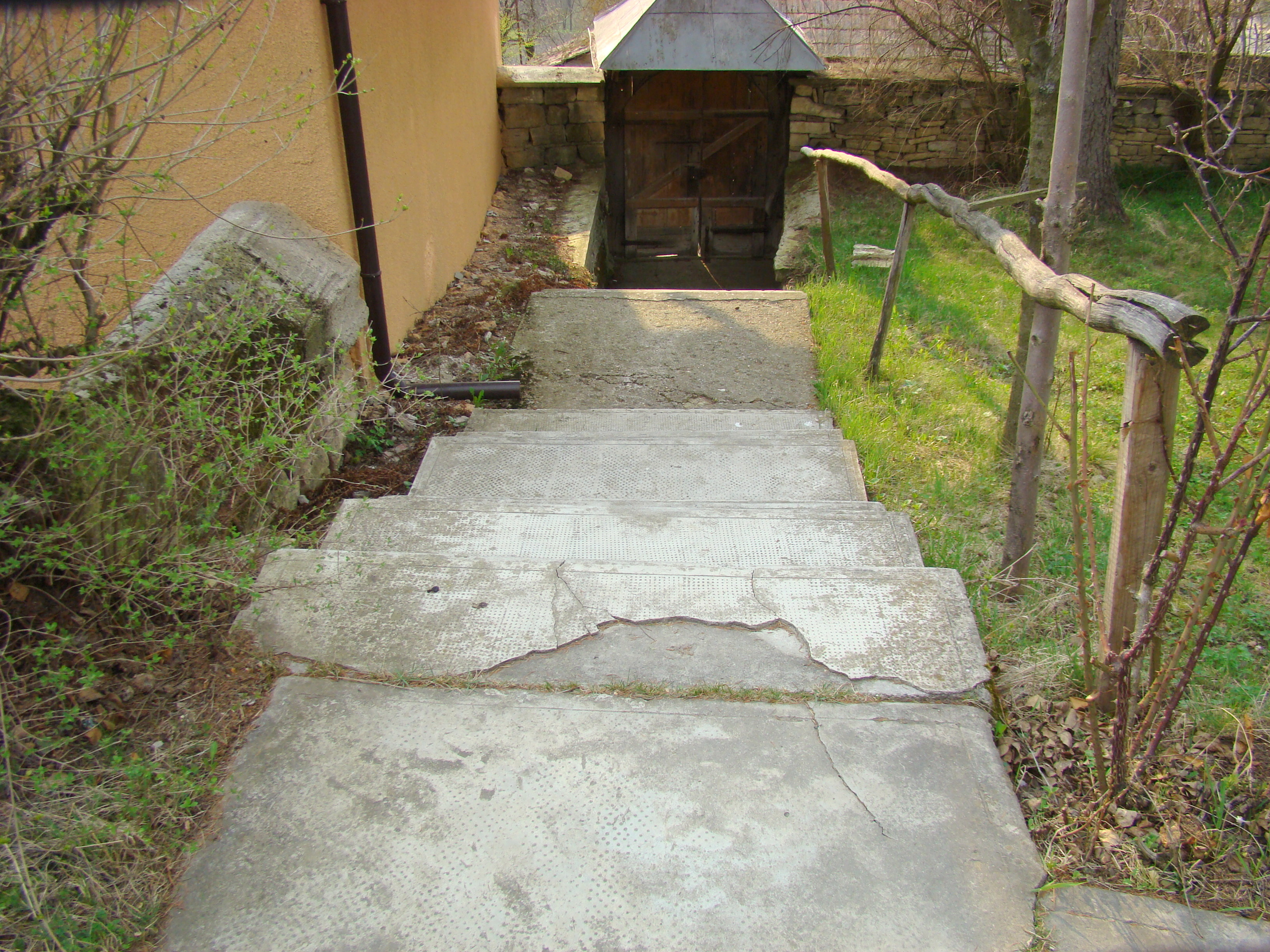
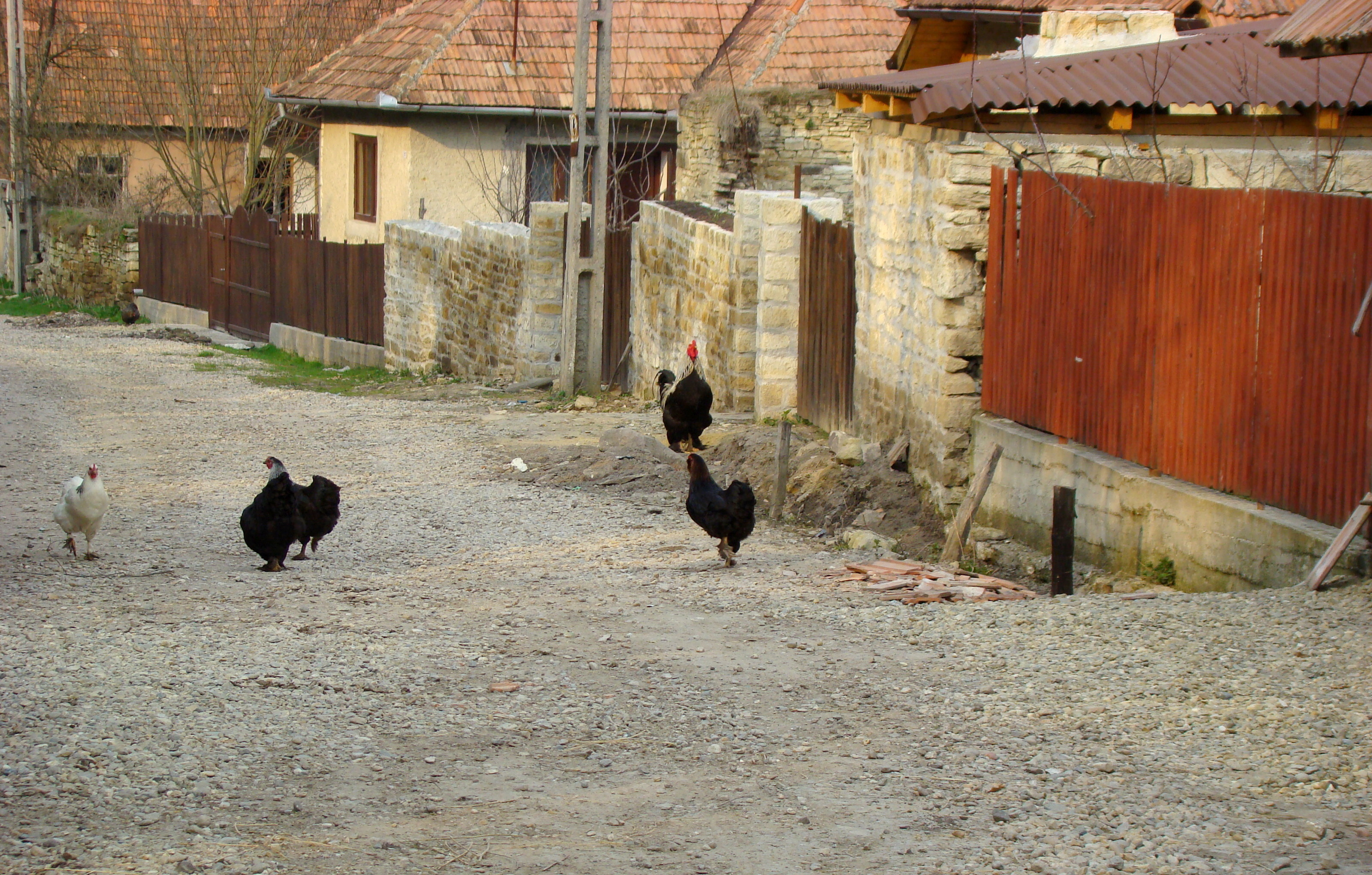
Împrejurimi

## Imagini din interior

Interiorul navei